# Najbolja soja
Najbolja soja (lat. Glycine max) industrijska je biljka mahunarka visoke hranjive vrijednosti. Naziv „najbolja soja” zamijenio je 2019. godine prethodni naziv istovjetan nazivu porodice.
Postoje razne sorte soje, koje se razlikuju po obliku zrna, boji, okusu i kemijskim svojstvima. Sadrži vrlo velik postotak masti – 19,9 %, ugljikohidrata – 30,2 %  i bjelančevina – 36,5 % te vitamine A i B skupine. U prehrani i industriji upotrebljava se u raznim oblicima kao što su: sojino mlijeko, sir poznat kao tofu, brašno, ulje, umak, briketi itd.
Soja je jedna od biljaka kojima se često genetički manipulira. Genetički modificirana soja koristi se u sve više proizvoda. 
Jedan od najvećih svjetskih proizvođača genetički modificirane soje jest međunarodna korporacija Monsanto, čija je sorta Roundup Ready otporna na herbicid Roundup, koji također proizvodi Monsanto. Zbog uzgoja genetički modificirane soje, uništena su velika prostranstva šuma i travnjaka u Južnoj Americi. Navedeni je herbicid smrtonosan za životinje koje žive u vodi, posebno za žabe, ali i za čovjeka. Rumunjska i Meksiko zabranili su uzgoj GMO soje, Grčka promet, a Ekvador uvoz hrane s GMO sojom. EU je pak odobrila uvoz GMO soje, i to na 10 godina.
Prema podatcima Međunarodne organizacije za poljoprivredu i prehranu (FAO), u svijetu je 2005. godine proizvedeno ukupno 214.347.289 tona soje. 
Uzgoj genetski modificirane soje u Argentini je prvih godina znatno povećao prinose. Idućih se godina korov prilagodio genetski modificiranoj soji, što je zahtijevalo još jače otrove za prilagođene superkorove. Velikih skokova u uzgoju soje više nije bilo, a novi jači otrovi i superkorovi uništili su ostale kulture i divlje biljke, tako da su od nekadašnje flore ostali samo GMO soja i superkorovi.